# 7,N,N-Trimetiltriptamina
7,N,N-Trimetiltriptamina (7-Metil-DMT, 7-TMT), é um derivado da triptamina que atua como um agonista nos receptores 5-HT2 de serotonina.